# سر (مسلسل)
سرّ هو مسلسل تلفزيوني درامي بوليسي سوري لبناني، بدأ عرضه في 12 يناير عام 2020 على قناة إم بي سي دراما وإم بي سي العراق، تم إنتاجه في لبنان. من بطولة بسام كوسا، رواد عليو، داليدا خليل، باسم مغنية، خليل إبراهيم ووسام حنا ،جاد أبو علي ومجموعة أخرى من الممثلين.

## القصة
تدور أحداث المسلسل حول عامر الذي ينتقم لمقتل شقيقه بقتل رجل وزوجته، بينما يتعرض عامر لمحاولة قتل من قبل زوجتة، وشريكه بهاء، ثم يختفي عامر ليبدأ التحقيق في أسباب أختفائة.

## الحلقات
| #  | عدد الحلقات | تاريخ بداية البث | تاريخ نهاية البث | قناة العرض                     |
| -- | ----------- | ---------------- | ---------------- | ------------------------------ |
| 01 | 60          | 12 يناير 2020    | 2 أبريل 2020     | إم بي سي دراما إم بي سي العراق |

## وصلات خارجية
لم يتم العثور على روابط لمواقع التواصل الاجتماعي.